# 郭运德
郭运德（1958年3月—），笔名云德、仲言等，山东济宁人，中华人民共和国政治人物，人民日报文艺部原主任，中国文学艺术界联合会原副主席。